# Bianca Censori
Bianca Censori (* 5. ledna 1995, Melbourne) je australská architektka a modelka, manželka amerického rappera Kanyeho Westa.

## Vzdělávání
Censori navštěvovala Carey Baptist Grammar School a získala bakalářský a magisterský titul v oboru architektury na Melbournské univerzitě. Byla studentkou architektury v ateliéru DP Toscano Architects v Collingwoodu. Po absolvování střední školy založila značku Nylons Jewelry. Od listopadu 2020 je vedoucí architektury ve Westově oděvní společnosti Yeezy.

## Osobní život
Dne 7. prosince 2022 zveřejnil Kanye West na Instagram Stories píseň „Censori Overload“, která je jí inspirovaná.
Bylo oznámeno, že se Censori v prosinci 2022 tajně provdala za Westa, ačkoli pár nepodal žádost o povolení k sňatku.
V září 2023 bylo oznámeno, že policie v italských Benátkách vyšetřuje Westa a Censori kvůli „jednání v rozporu s veřejnou mravností“ poté, co pár zveřejnil své fotografie z vodního taxi, na nichž má West stažené kalhoty a odhalené hýždě a Censori hlavu v jeho klíně. V lednu 2024 West na svém Instagramu uvedla, že v roce 2024 bude jeho manželka „bez kalhotek“, a v únoru 2024 byla Censori zachycena na veřejnosti nahá v průhledné pláštěnce.
Censori se objevila na obalu alba Vultures 1 (2024), debutového alba skupiny ¥$, kterou tvoří Kanye West a zpěvák Ty Dolla Sign.